# Тейшейра Гомиш, Мануэл
Мануэ́л Тейше́йра Го́миш (порт. Manuel Teixeira Gomes; 27 мая 1860, Портиман, Королевство Португалия — 18 октября 1941, Беджая, Французский Алжир) — португальский писатель и политик, седьмой президент Португалии (находился на посту с 5 октября 1923 года по 11 декабря 1925 года).

## Биография
Мануэл Тейшейра Гомиш родился в Вила-Нова-ди-Портиман, в семье богатого землевладельца и торговца сушёными фруктами. Родители — Жозе Либану Гомиш и Мария ди Глория Тейшейра. Отец будущего президента много путешествовал, получил образование во Франции, имел республиканские убеждения и был консулом Бельгии в Алгарве.
Тейшейра Гомиш учился в Портимане, в коллегии Сан-Луис-Гонзага, затем в семинарии в Коимбре. В возрасте 18 лет поступил в Коимбрский университет и начал изучать медицину, однако через два года прервал обучение и переехал в Лиссабон, где вращался в интеллектуальных кругах. В 1881 году, после окончания обязательной военной службы, поселился в Порту. Вместе с Жоакином Коимброй и Кейрошем Велозу он начал выпускать театральную газету Gil Vicente. Он писал также для газет Primeiro de Janeiro и Folha Nova.
В 1891 году его отец стал соучредителем компании «Союз экспортёров инжира Алгарве», которая действовала в течение трёх лет. Мануэлу было поручено найти рынки сбыта во Франции, Бельгии и Нидерландах, что дало ему возможность путешествовать по Европе, Северной Африке и Турции. После закрытия компании отец и сын продолжали коммерческую деятельность, и Мануэл путешествовал девять месяцев в году, возвращаясь в Португалию лишь во время сезона сбора инжира.
В 1895 году он установил новые контакты с лиссабонскими литераторами, и в 1899 году выпустил свою первую книгу, O Inventário de Junho. Со временем он становился менее вовлечён в торговлю инжиром и проводил больше времени в Портимане. В 1904 году он опубликовал книгу Cartas sem Moral Nenhuma and Agosto Azul, в 1905 Sabrina Freire, в 1907 Desenhos e Anedotas de João de Deus и в 1909 Gente Singular.
Тейшейра Гомиш был убеждённым республиканцем и сотрудничал с ежедневной газетой A Lucta.
После свержения монархии ему было предложено стать послом Португалии в Лондоне. Он отправился в Великобританию в апреле 1911 года и представил верительные грамоты королю Георгу V 11 октября, после чего исполнял обязанности посла до 1918 года. В частности, он занимал этот пост во время Первой мировой войны и вёл постоянные переговоры с британским правительством относительно статуса Португалии в войне и её взаимоотношениях с Антантой.
В январе 1918 года Тейшейра Гомиш вернулся в Португалию, в которой в это время был установлен режим диктатуры Сидониу Паиша. Он был помещён под домашний арест и вернулся к дипломатической деятельности лишь после убийства Паиша и падения его режима. Мануэл Тейшейра Гомиш был послом в Испании (1919), затем снова в Великобритании (с 1919 по 1923), членом португальской делегации на Парижской мирной конференции. В августе 1919 года он безуспешно баллотировался от Демократической партии на пост президента (выборы выиграл Антониу Жозе ди Алмейда). С 6 по 30 сентября 1922 года он был вице-президентом Генеральной Ассамблеи. Наконец, 6 августа 1923 года он был избран президентом Португалии и прибыл в Лиссабон 3 октября 1923 года.
Президентство Тейшейры Гомиша пришлось на период политической нестабильности, начавшейся после убийства Паиша в 1918 году и продолжавшейся до 1926 года. Из первых президентов Португалии ди Алмейда был единственным, кто смог остаться на своём посту в течение номинального четырёхлетнего срока. Во время своего президентского срока Тейшейра Гомиш безуспешно пытался бороться с терроризмом и в 1924—1925 годах подавил как минимум четыре крупных восстания, организованных военными и радикалами. Он был мишенью постоянных атак националистов и не смог справиться с политическим кризисом. 11 декабря 1925 года он подал в отставку под предлогом ухудшения здоровья. На президентском посту Тейшейру Гомиша сменил Бернардину Машаду.
17 декабря 1925 года Мануэл Тейшейра Гомиш добровольно покинул Португалию и больше никогда не возвращался в страну, поселившись сначала в Оране, затем в Беджае. До своей смерти он оставался убеждённым противником фашистского режима Салазара, установленного в Португалии в 1928 году.
Тейшейра Гомиш никогда не был женат, но находился во внебрачной связи с дочерью рыбака Белмирой даш Невиш, от которой имел двух дочерей, Ану-Розу и Марию-Мануэлу.

## Награды
Награды Португалии
| Страна     | Дата                             | Награда                                                                | Награда                                                                | Литеры |
| ---------- | -------------------------------- | ---------------------------------------------------------------------- | ---------------------------------------------------------------------- | ------ |
| Португалия | 5 октября 1923 — 11 декабря 1925 | Кавалер Тройного ордена как Президент Португалии                       | Кавалер Тройного ордена как Президент Португалии                       |        |
| Португалия | 5 октября 1923 — 11 декабря 1925 | Гроссмейстер Военного Ордена Башни и Меча, Доблести, Верности и Заслуг | Гроссмейстер Военного Ордена Башни и Меча, Доблести, Верности и Заслуг |        |
| Португалия | 5 октября 1923 — 11 декабря 1925 | Гроссмейстер ордена Христа                                             | Гроссмейстер ордена Христа                                             |        |
| Португалия | 5 октября 1923 — 11 декабря 1925 | Гроссмейстер ордена Святого Беннета Ависского                          | Гроссмейстер ордена Святого Беннета Ависского                          |        |
| Португалия | 5 октября 1923 — 11 декабря 1925 | Гроссмейстер                                                           | Военного ордена Святого Якова и Меча                                   |        |
| Португалия | 20 марта 1919 —                  | Кавалер Большого креста                                                | Военного ордена Святого Якова и Меча                                   | GCSE   |

## Литературные произведения
Художественная литература:
- Sabina Freire (1905)
- Gente Singular (1909)
- Novelas Eróticas (1934)
- Regressos (1935)
- Miscelânea (1937)
- Maria Adelaide (1938)
- Carnaval Literário (1939)

Письма:
- Correspondência I e II (1960)

Хроники/воспоминания:
- Inventário de Junho (1899)
- Cartas sem Moral Nenhuma (1903)
- Agosto Azul (1904)
- Cartas a Columbano (1932)
- Londres Maravilhosa (1942)